# Efterföljelse
Efterföljelse är en bok av den tyska teologen och pastorn Dietrich Bonhoeffer, som första gången utgavs 1937 i Tyskland under titeln Nachfolge. Utifrån Bergspredikan i Matteusevangeliet kap. 5-7 ämnar Bonhoeffer närma sig vad det innebär att vara en Kristi lärjunge och efterföljare.

## Nåden
En stor och viktig del av Bonhoeffers bok är hans tankar om nåden och framförallt dikotomin mellan det han benämner billig och dyr nåd. Redan i det första anslaget till boken tar Bonhoeffer tydlig ställning: "Billig nåd är vår kyrkas dödsfiende."
Därefter fortsätter Bonhoeffer med att påvisa vad han menar med detta: "Billig nåd är rättfärdiggörelse av synden, inte av syndaren. Eftersom nåden ändå uträttar allt, kan allt fortsätta som förut. [...] Billig nåd är nåd utan efterföljelse, nåd utan korset, nåd utan den levande Jesus Kristus, han som blev människa. [...] Dyr nåd är det evangelium som alltid måste sökas på nytt, gåvan vi måste be om, dörren som vi måste knacka på för att den ska öppnas. Den är dyr därför att den kallar till efterföljelse, den är nåd därför att det är Jesus Kristus som kallar oss att följa. [...] [D]en är dyr därför att den fördömer synden, och den är nåd därför att den rättfärdiggör syndaren."